# Everdijstraat
De Everdijstraat is een straat gelegen in de binnenstad van Antwerpen tussen de Kammenstraat en de Korte Gasthuisstraat. Deze straat bestaat uit een eclectische verzameling van historische en gerestaureerde panden uit verschillende periodes (gecombineerd met nieuwbouw). De panden in de Everdijstraat worden voornamelijk voor commerciële en woondoeleinden gebruikt waar het politiebureau, de Sint Augustinuskerk en de Secundaire Handelsschool Sint-Lodewijk (hoofdingang aan de Lombaardenvest) de uitzonderingen hierop zijn. Verder is de Everdijstraat tegenwoordig vooral een straat die voetgangers verbindt naar haar bekendere buurstraten en winkelgebieden aan oost en westzijde.

## Etymologie
In 1282 wordt de naam "Everdeistrate" of "Everdistrate " voor het eerst vermeld. De naam zou verband houden met een zekere Everdeius van Lillo die schout was van 1286 tot 1293. Een iets andere verklaring voor de afkomst van de naam wordt gegeven door Lattin in Doorheen Oud-Antwerpen: "omstreeks het midden van de XIIIe eeuw geopend op de tuin van de familie Everdij" (p. 357).

## Toegankelijkheid
De Everdijstraat is direct bereikbaar middels auto, fiets of te voet. Openbaar vervoer is beschikbaar in de buurt (tramhalte Oudaan is het dichtstbij) maar de op de straat zelf is geen halte aanwezig. Omdat de straat vrij smal is en omdat deze erg centraal gelegen is in het oude centrum, is er beperkt autoverkeer mogelijk: er kan slechts via de Lombardenvest en daarna de Lombardenstraat op de helft van de Everdijstraat gekomen worden waar auto's vervolgens het eenrichtingsverkeer richting de Kammenstraat moeten volgen. Vanaf de andere kant (de straat Oudaan) is er wel een ondergrondse parkeergelegenheid die voor de auto zijn in- en uitgang op de Oudaan (straat) heeft en in- en uitgangen per voet op de Korte Gasthuisstraat, Everdijstraat en Oudaan (straat) heeft. Sinds 2015 zijn er periodes dat de helft van de Everdijstraat verkeersvrij wordt gemaakt omdat er geen verkeer in de Kammenstraat mag komen. Het betreft de laatste weken van juli maar ook de laatste weken van december en de eerste weken van januari.

## Erfgoed

### Amuz - Augustinus muziekcentrum
Aan de Everdijstraat is Amuz - Augustinus muziekcentrum gelegen, een voormalig klooster van de augustijnen: de augustijnen herinstalleerden zich na hun verdrijving uit het afgebroken Sint-Andriesklooster tijdens de contrareformatie in de Everdijstraat een goede 400 jaar geleden. In 70 jaar groeide de gemeenschap zodanig dat het klooster het gehele gebied tussen de Kammenstraat, de Everdijstraat en de Oudaan innam. De kerk is tegenwoordig een concertzaal. Naast de vroegere Sint-Augustinuskerk is er ook nog een winterkapel met neo-Byzantijnse muurschilderingen die nu dienstdoet als foyer voor AMUZ.

### Everdijstraat 8

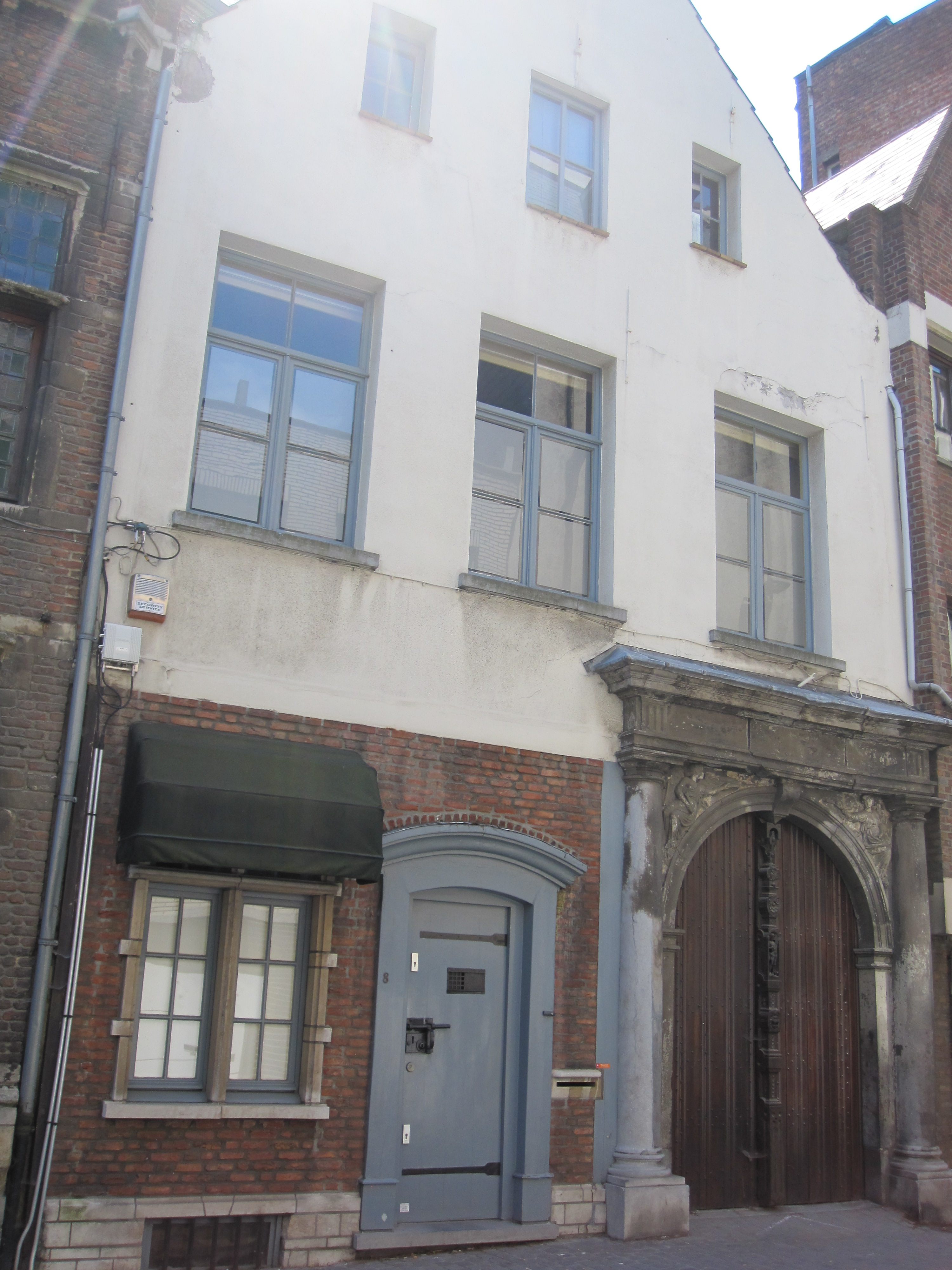
Traditioneel diephuis met barokpoort (Everdijstraat 8)

#### Algemeen
Dit pand, een traditioneel diephuis met poort in barokstijl, dateert uit de 17de eeuw en is gebouwd over de zijingang van de St. Augustinuskerk. Het pand wordt voor commerciële doeleinde gebruikt.

#### De poort
De barokpoort, waar een uitgang van de kerk in uitmondt, wordt door De Munck-Manderyck et al beschreven als een [m]erkwaardige rondboogpoort ... met geprofilecrd [sic] beloop, sleutel en imposten, gevat in breed entablement van Toscaanse zuilen, architraaf, fries met trigliefen en gekorniste kroonlijst; gesculpteerde engelen in de zwikken; vleugeldeur met zeer mooie gebeeldhouwde makelaar waarin jaartal 1610, [c]hristusbeeldje en siermotieven. Dit christusbeeld heeft volgens De Verbeelding van Antwerpen de naam 'CHRISTUS SALVATOR MUNDI', is gesneden door een onbekende houtsnijder en houdt "[i]n zijn linkerhand ... het kruis [vast] en met zijn rechterhand toont hij hoe het bloed uit de lanswonde vloeit (visueel voorgesteld door een metalen staafje)". Tegenwoordig is de poort niet meer in gebruik als ingang of uitgang omdat AMUZ als enige uitbater van het gebouw geen gebruik maakt van de poort als entree of exit.

### Everdijstraat 10 en 12

#### Algemeen
Deze huizen, genaamd St-Hiëronymous, St-Augustinus en St-Gregorius, zijn tussen 1925 en 1929 gereconstrueerd naar een neo-traditionele stijl. De gevelstenen van nummer 12 geven aan dat het huis van 'Anno 1651-1929' is; nummer 10 zou als oudste vermelding 1582 hebben. Voor de restauratie waren de huizen in zeer slechte staat zoals te zien in de foto's van het stadsarchief. De titels van de foto's zijn dan ook 'everdijstraat 10: een krot, Antwerpen 1925' en 'everdijstraat 12 - 14: krotten, Antwerpen 1925'. Momenteel is het Vredescentrum gevestigd op nummer 12. Nummer 10 is sinds 2017 onbewoond en zal wederom verbouwd worden, ditmaal 'van historisch pand naar handelsgelijksvloers met woning'.

#### De restauratie

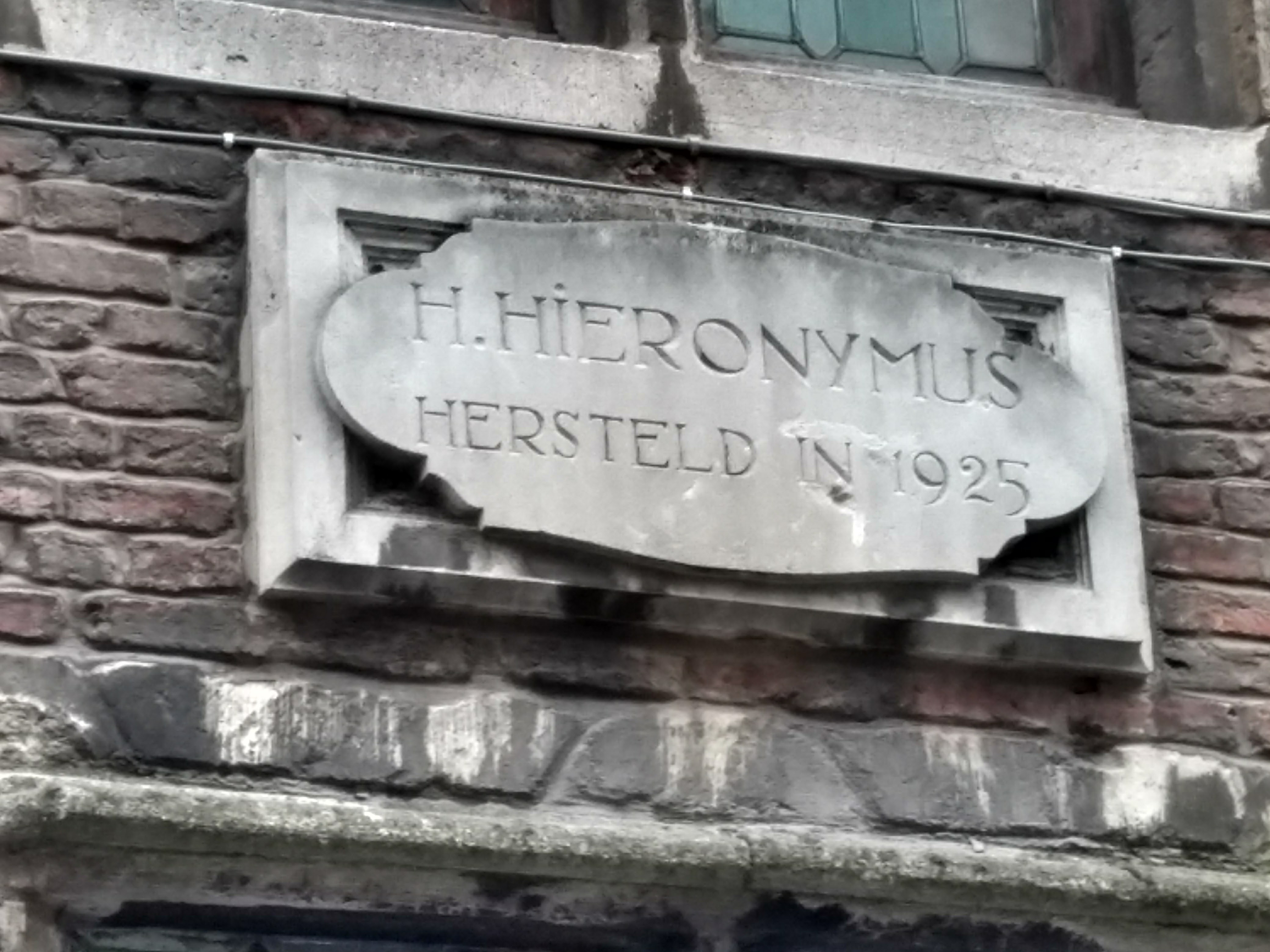
Gevelsteen op de voorkant van de Everdijstraat 10

Volgens Braeken was het de kerkfabriek van Sint-Augustinus die een restauratie initieerde in 1916 en dit pas in 1925 en 1929 wist te realiseren. Opvallend genoeg werd nummer 12 niet gerestaureerd maar geheel opnieuw gedaan omdat de gebouwen 'wegens bouwvalligheid dienden te worden gesloopt, gevolgd door een volledige reconstructie met goedkeuring van de Koninklijke Commissie voor Monumenten en Landschappen'. Voor beide gebouwen valt er in die zin niet te spreken van restauratie aangezien er zo drastisch verbouwd werd: 'Het project dat teruggreep naar het ontwerp van Jan De Vroey uit 1916, is illustratief voor de gangbare, ingrijpende restauratiepraktijk van het architectenbureau Cols en De Roeck tijdens het vroege interbellum. Met als streven de oorspronkelijke toestand naar ideaalbeeld te herstellen, werden daarbij verdwenen elementen als deuropeningen, venstermonelen, getrapte geveltoppen of topstukken gereconstrueerd, en de zandstenen onderdelen verregaand vernieuwd.'

### Everdijstraat 35

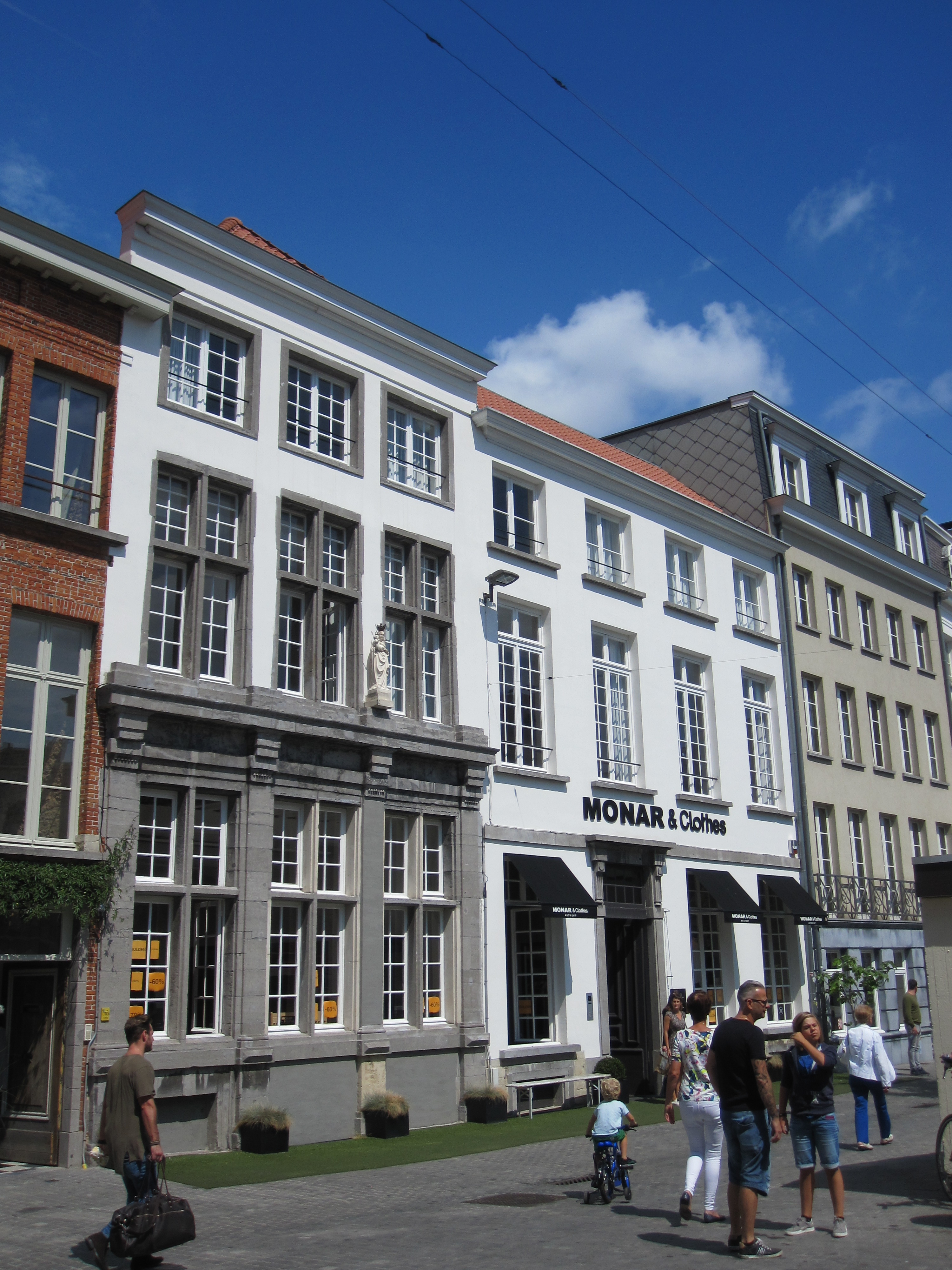
Burgerhuis en voormalig woonhuis van Frans Floris (Everdijstraat 35)

#### Algemeen
Dit gebouw is een samenvoeging van twee huizen die ieder in een andere stijl zijn gebouwd: namelijk renaissance en neoclassicistisch. Het linkerpand in renaissancestijl werd opgericht vóór 1549. Hier woonde en werkte Cornelis II Floris, beeldhouwer, architect en ontwerper, pionier in de verspreiding van de Italiaanse renaissance in het noorden van Europa en bouwmeester van het Antwerpse stadhuis. Het complex deed van 1877 tot 2004 dienst als school. Na de sluiting van de school is het pand dienst gaan doen als winkelpand met appartementen.

#### Details van het gebouw
Het gebouw is Renaissance-getint wat te dateren is tot de tweede helft van de 16de eeuw. De begane grond is geordonneerd met versierde pilasters (diamantkop, drop) en heeft een bekronend hoofdgestel op kraagstenen. Er zijn kruiskozijnen op eerste en tweede bouwlaag. De toegevoegde derde verdieping met vierkante vensters in omlopende platte bandenomlijsting is uit de tweede helft 18de eeuw. Een gekroond Onze-Lieve-Vrouwebeeldje met kind op de rechterarm versiert de tweede bouwlaag. Het rechter pand is laat-classicistisch waarvoor een bouwaanvraag van 1804 bestaat.

#### Frans Floris

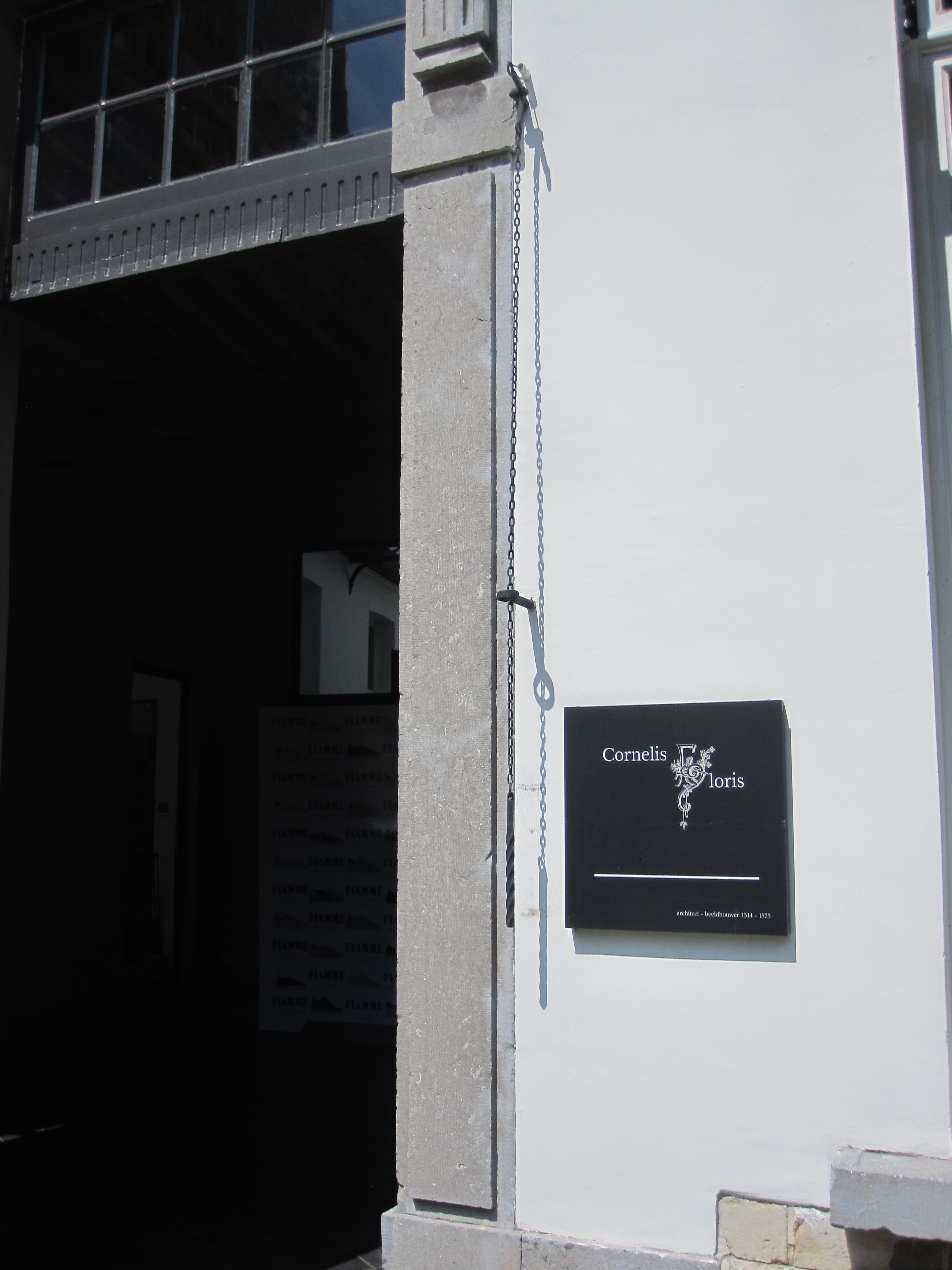
Poort van burgerhuis en voormalig woonhuis van Frans Floris (Everdijstraat 35)

In 1549 kocht Frans Floris (de broer van Cornelis Floris) het huis Sint-Joris aan de Antwerpse Everdijstraat als woonhuis en atelier, waar hij het nodige aan verbouwde in zijn eigen stijl. Sinds 1986 is het gebouw op nr. 35 als monument beschermd; alhoewel enkel de linkerzijde met Madonnabeeld uit de tijd van Cornelis is. In 1550 trouwde Frans Floris hier met Elisabeth Machiels.

#### Archeologische vondsten
Tijdens de renovatiewerken (2011) aan dit vroegere woonhuis van Frans Floris kreeg de archeologische afdeling van Antwerpen de mogelijkheid om een beperkt onderzoek te doen. In een afvalkuil kwamen naast aardewerkscherven ook 6 kleine fragmenten van kacheltegels tevoorschijn. Eén ervan is afkomstig van een verbindingstegel en kan tweede kwart 16de eeuw gedateerd worden.

### Den Oudaan
De Everdijstraat biedt toegang tot de Politietoren van Renaat Braem die dwars gelegen is tussen de parallelstraat Oudaan en de Everdijstraat. Het naar Nederlands voorbeeld ontworpen modernistische winkelcentrum 'De Bijenkorf', ook winkelcentrum 'De Oudaan' genoemd, neemt een groot deel van de zuidelijke kant van de Everdijstraat in. De historische bebouwing is hier volledig verdwenen.

## In het nieuws
De Everdijstraat haalde het nieuws toen er in december 2015 'gekampeerd' werd voor Monar and Clothes (Everdijstraat 35). De winkel was een van de weinigen in Antwerpen die een exclusieve sneaker van artiest Kanye West verkocht.

## Social Media

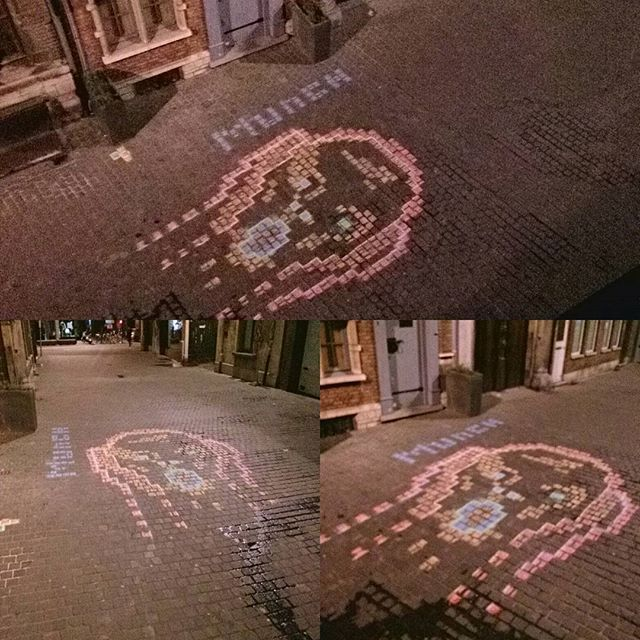
De schreeuw getekend op de Everdijstraat

Onder de naam Chalkantwerp maakt een straatkunstenaar geregeld krijtkunst op de straatstenen van de Everdijstraat.